# 18460 Печкова
18460 Печкова (18460 Pecková) — астероїд головного поясу, відкритий 5 серпня 1995 року.
Тіссеранів параметр щодо Юпітера — 3,383.